# Лейк-Анн (Мічиган)
Лейк-Анн (англ. Lake Ann) — селище (англ. village) в США, в окрузі Бензі штату Мічиган. Населення — 273 особи (2020).

## Географія
Лейк-Анн розташований за координатами 44°43′35″ пн. ш. 85°50′39″ зх. д. / 44.72639° пн. ш. 85.84417° зх. д. (44.726380, -85.844234).  За даними Бюро перепису населення США в 2010 році селище мало площу 1,24 км², з яких 1,16 км² — суходіл та 0,08 км² — водойми.

## Демографія
Згідно з переписом 2010 року, у селищі мешкало 268 осіб у 118 домогосподарствах у складі 76 родин. Густота населення становила 216 осіб/км².  Було 174 помешкання (140/км²).
Расовий склад населення:
| - 95,1 % — білих - 1,5 % — корінних американців - 0,4 % — чорних або афроамериканців |

До двох чи більше рас належало 2,6 %. Частка іспаномовних становила 0,4 % від усіх жителів.
За віковим діапазоном населення розподілялося таким чином: 16,8 % — особи молодші 18 років, 64,5 % — особи у віці 18—64 років, 18,7 % — особи у віці 65 років та старші. Медіана віку мешканця становила 48,2 року. На 100 осіб жіночої статі у селищі припадало 92,8 чоловіків;  на 100 жінок у віці від 18 років та старших — 99,1 чоловіків також старших 18 років.
Середній дохід на одне домашнє господарство  становив 44 098 доларів США (медіана — 40 750), а середній дохід на одну сім'ю — 61 804 долари (медіана — 55 938). Медіана доходів становила 40 795 доларів для чоловіків та 39 375 доларів для жінок. За межею бідності перебувало 13,6 % осіб, у тому числі 4,0 % дітей у віці до 18 років та 12,1 % осіб у віці 65 років та старших.
Цивільне працевлаштоване населення становило 119 осіб. Основні галузі зайнятості: освіта, охорона здоров'я та соціальна допомога — 25,2 %, роздрібна торгівля — 16,0 %, транспорт — 8,4 %, фінанси, страхування та нерухомість — 8,4 %.